# Proludius
Proludius is een geslacht van kevers uit de familie  
kniptorren (Elateridae).
Het geslacht is voor het eerst wetenschappelijk beschreven in 1971 door Lane.

## Soorten
Het geslacht omvat de volgende soorten:
- Proludius iaculus (LeConte, 1853)
- Proludius iaculus (LeConte, 1853)